# Roppacris griseipes
Roppacris griseipes är en insektsart som beskrevs av Christiane Amédégnato och Marius Descamps 1979. Roppacris griseipes ingår i släktet Roppacris och familjen gräshoppor. Inga underarter finns listade i Catalogue of Life.